# If I Never See Your Face Again
«If I Never See Your Face Again» — четвёртый сингл американской группы Maroon 5 из их второго студийного альбома It Won't Be Soon Before Long 2007 года. В качестве сингла вышел дуэт группы с R&B-исполнительницей Рианной, который не присутствует в альбоме, но вошёл в его переиздание, а также в переиздание альбома Рианны Good Girl Gone Bad: Reloaded.

## Информация о песне
Оригинальная версия «If I Never See Your Face Again» появилась в альбоме без вокала Рианны, но Maroon 5 захотели «попробовать что-то новое». Участники Maroon 5 были знакомы с Рианной и посещали её концерты прежде, в итоге они попросили её поучаствовать в новой версии песни, которая должна превратиться в дуэт в стиле «битвы полов». В одном из интервью Адам Левин заявил, что в песне «присутствует магия, если в ней есть эта химия, то больше ни о чём не следует волноваться».
Рианна заявила, что для неё стало «честью» быть приглашённой Maroon 5, которые являются одной из её любимых групп; песня стала единственным дуэтом, вошедшим в переиздание альбома Good Girl Gone Bad.
«If I Never See Your Face Again» появилась в радиоэфире США 13 мая 2008 года.
Песня получила номинацию на «Грэмми» 2009 в категории Лучшее совместное вокальное поп-исполнение.

## Видеоклип
Видеоклип, срежиссированный, Энтони Мэндлером, был снят 23 апреля 2008 года MTV News охарактеризовал стилистику видео как «ультрагламур» конца 70-х — начала 80-х годов и «воистину стильным и красивым» зрелищем. The Guardian отметил наряды Рианны и интерьер в клипе. Премьера клипа состоялась 13 мая 2008 года.

## Список композиций
| №  | Название                                                     | Длительность |
| -- | ------------------------------------------------------------ | ------------ |
| 1. | «If I Never See Your Face Again»                             | 3:19         |
| 2. | «If I Never See Your Face Again» (Paul Oakenfold Remix Edit) | 3:30         |

| №  | Название                                         | Длительность |
| -- | ------------------------------------------------ | ------------ |
| 1. | «If I Never See Your Face Again» (feat. Rihanna) | 3:18         |

| №  | Название                                                      | Длительность |
| -- | ------------------------------------------------------------- | ------------ |
| 1. | «If I Never See Your Face Again»                              | 3:19         |
| 2. | «If I Never See Your Face Again» (Paul Oakenfold Remix Edit)  | 3:30         |
| 3. | «If I Never See Your Face Again» (Live from MSN Control Room) | 4:11         |

## Критические отзывы
Журнал Billboard высоко оценил вокал Адама Левина и Рианны «одинаково фотогеничные, борющиеся друг с другом вокальные исполнения Левина и Рианны сексуальны и элегантны…».

## Позиции в чартах
| Чарт (2008)                                 | лучший результат |
| ------------------------------------------- | ---------------- |
| Австралия (ARIA)                            | 11               |
| Австрия (Ö3 Austria Top 40)                 | 54               |
| Канада (Billboard Canadian Hot 100)         | 12               |
| Дания (Tracklisten)                         | 31               |
| Европа (Billboard European Hot 100 Singles) | 59               |
| Ирландия (IRMA)                             | 16               |
| Италия (FIMI)                               | 15               |
| Япония (Billboard Japan Hot 100)            | 97               |
| Нидерланды (Dutch Top 40)                   | 11               |
| Новая Зеландия (Recorded Music NZ)          | 21               |
| Швейцария (Schweizer Hitparade)             | 52               |
| Великобритания (OCC UK Singles)             | 28               |
| США (Billboard Hot 100)                     | 51               |